# William Mapother
William Reibert Mapother Jr. (n. 17 aprilie 1965, Kentucky, SUA) este un actor american și fost profesor, cunoscut mai ales pentru rolul său (Ethan Rom) din serialul de televiziune Lost.

## Filmografie
| An   | Titlu                 | Rol                            | Note           |
| ---- | --------------------- | ------------------------------ | -------------- |
| 1989 | Născut pe 4 iulie     | Platoon Member – Vietnam       |                |
| 1998 | Without Limits        | Bob Peters                     |                |
| 1998 | Trickle               | Josh Riddell                   |                |
| 1998 | The Unknown Cyclist   | By-Stander                     |                |
| 1999 | Magnolia              | WDKK Show Director's Assistant |                |
| 2000 | Mission: Impossible 2 | Wallis                         |                |
| 2000 | Almost Famous         | Bartender                      | scenes deleted |
| 2001 | In the Bedroom        | Richard Strout                 |                |
| 2001 | Swordfish             | Gabriel's Crew                 |                |
| 2002 | Minority Report       | Hotel Clerk                    |                |
| 2002 | Self Storage          | Graham                         |                |
| 2003 | The Kiss              | Peter                          |                |
| 2004 | Suspect Zero          | Bill Grieves                   |                |
| 2004 | The Grudge            | Matthew Williams               |                |
| 2005 | Lords of Dogtown      | Donnie                         |                |
| 2005 | The Zodiac            | Dale Coverling                 |                |
| 2005 | Chloe                 | Doctor                         |                |
| 2006 | Ask The Dust          | Bill                           |                |
| 2006 | The Lather Effect     | Jack                           |                |
| 2006 | World Trade Center    | Jason Thomas                   |                |
| 2007 | Moola                 | Bob                            |                |
| 2007 | Moving McAllister     | Bob                            |                |
| 2008 | The Burrowers         | Will Parcher                   |                |
| 2008 | Hurt                  | Darryl Coltrane                |                |
| 2010 | A Warrior's Heart     | David Milligan                 |                |
| 2011 | Another Earth         | John Burroughs                 |                |
| 2011 | Warrior               | David Milligan                 |                |
| 2011 | Citizen Gangster      | Detective Rhys                 |                |
| 2012 | FDR: American Badass! | Dr. Ellington                  |                |
| 2013 | Underdogs             | Bill Burkett                   |                |
| 2014 | I Origins             | Darryl                         |                |
| 2015 | The Atticus Institute | Dr. Henry West                 |                |
| 2015 | Blackhat              | Rich Donahue                   |                |
| 2016 | Tell Me How I Die     | Dr. Jerrems                    |                |

### TV
| An        | Titlu                             | Rol                         | Note                      |
| --------- | --------------------------------- | --------------------------- | ------------------------- |
| 2002      | CSI: Crime Scene Investigation    | Douglas Sampson             | 1 episod                  |
| 2002      | The Pennsylvania Miners' Story    | John 'Flathead' Phillippi   |                           |
| 2002      | Touched by an Angel               | Eddie                       | 2 episoade                |
| 2003      | Law & Order: Special Victims Unit | Luke Edmunds                | 1 episod                  |
| 2004      | Line of Fire                      | Larry                       | 2 episoade                |
| 2004      | CSI: Miami                        | Pete Keller                 | 1 episod                  |
| 2004      | NCIS                              | Kyle Grayson                | 1 episod                  |
| 2004–2010 | Lost                              | Ethan Rom                   | 11 episoade               |
| 2005      | The Inside                        | Ronald Ewing                | 1 episod                  |
| 2005      | Threshold                         | Gunneson                    | 2 episoade                |
| 2004      | Crossing Jordan                   | Henry Bishop                | 1 episod                  |
| 2006      | Robot Chicken                     | Alien Bully / Leprechaun #2 | 2 episoade                |
| 2007      | K-Ville                           | Gordon Wix                  | 1 episod                  |
| 2007      | Viva Laughlin                     | Sweet Lenny Collins         | 1 episod                  |
| 2007      | WordGirl                          | Guy Rich (voce)             | 1 episod                  |
| 2008      | Skip Tracer                       | Henry Hargrove Jr.          |                           |
| 2008      | Lost: Missing Pieces              | Ethan Rom                   | 1 episod                  |
| 2008      | Criminal Minds                    | Ian Corbin                  | 1 episod                  |
| 2009      | Prison Break                      | FBI Agent Chris Franco      | 2 episoade                |
| 2010      | I Heart Vampires                  | William                     | 2 episoade                |
| 2011–2014 | The Mentalist                     | Richard Haibach             | 4 episoade                |
| 2012      | Burn Notice                       | Garret Hartley              | 1 episode                 |
| 2012      | Justified                         | Delroy Baker                | 2 episoade                |
| 2012      | American Horror Story             | Misogynist Driver           | 1 episod                  |
| 2013      | Mad Men                           | Randall Walsh               | 1 episod                  |
| 2013      | Castle                            | Carl Matthews               | 1 episod                  |
| 2014      | Hawaii Five-0                     | Eric Porter                 | 1 episod                  |
| 2015      | Constantine                       | Jacob Shaw                  | 1 episod                  |
| 2015      | Grimm                             | Dwight Eleazar              | "The Believer"            |
| 2016      | Supergirl                         | Rudy Jones / The Parasite   | 1 episod                  |
| 2017      | MacGyver                          | Daniel Horn                 | 1 Episod "Hole Puncher"   |
| 2018      | The Blacklist                     | Bill                        | 1 Episod "Ruin"           |
| 2020      | 9-1-1: Lone Star                  | Bruce Ackerman              | 1 Episod "Monster Inside" |
| 2021      | FBI Most Wanted                   | Travis Russel               | 1 Episod “Winner”         |

### Jocuri video
| An   | Titlu              | Rol               | Note |
| ---- | ------------------ | ----------------- | ---- |
| 2010 | Fallout: New Vegas | Colonel James Hsu |      |
| 2016 | Hitman             | Dino Bosco        |      |